# Friedrich Entholt
Johann Friedrich Entholt (* 13. November 1823 in Bremen; † 5. November 1916 in Bremen) war ein deutscher Pädagoge und Vorsitzender des Vereins Vorwärts in Bremen.

## Biografie
Entholt war der Sohn eines Segelmachers, der in der Spielleutestraße im Stephaniviertel in Bremen  wohnte. Er absolvierte die Kirchspielschule von St. Stephani und wurde dann Lehrer.  1839 war er an einer Privatschule in der Neustadt tätig. Seit 1840 unterrichtete er an der Kirchspielschule der Liebfrauenkirche Bremen. Er wohnte in dem kleinen, noch bestehenden Küsterhaus neben der Kirche am Unser-Lieben-Frauen-Kirchhof und besuchte nebenbei das Bremer Lehrerseminar. 1853 wurde er Oberlehrer der Schule. 
Von 1865 bis 1902 führte Entholt als Vorsitzender 37 Jahre lang den 1846 gegründeten Verein Vorwärts, der im Haus Vorwärts in der Sandstraße Nr. 5  seinen Sitz hatte. Der Verein trat für eine bessere Bildung und gezielte Freizeitangebote für die Arbeiter ein. Er war zudem in verschiedenen anderen Organisationen aktiv. In Zeitungsartikeln schrieb er zur Geschichte des Bremer Schulwesens. 1928 wurden seine Artikel zu einem Buch zusammengefasst.   
Sein Sohn war Hermann Entholt (1870–1957),  Historiker und Direktor des Archivs in Bremen.

### Werke
- Friedrich Entholt und Hinrich Wulff: Bilder aus der Geschichte des bremischen Volksschulwesens. Bremen 1928